# Специјални резерват природе Пашњаци велике дропље
Специјални резерват природе Пашњаци велике дропље простире се на укупној површини од 6774 хектара и налази се на подручју општина Кикинда и Чока. Категорисан је као природно добро од изузетног значаја (I категорија), а према класификацији IUCN-а, налази се у IV категорији (Станишта и друга управљана подручја).

## Географски положај
Специјални резерват Пашњаци велике дропље налази се на северу Баната, на пространој алувијалној равни реке Златице, између новокнежевачке и крстурско-сиришке лесне терасе. Резерват чине 3 одвојене целине. Највећи је Јарош (тромеђа села Мокрин, Јазово и Сајан), затим Сигет (поред Банатског Аранђелова) и најмањи Кочоват (поред села Врбица).

## Значај
Основни значај Спацијалног резервата Пашњаци велике дропље је што се у њему налази последња популација велике дропље (лат. Otis tarda) у Србији. 
 Ова врста налази се на „Црвеној листи“ угрожених врста и строго је заштићена у Србији. Процењује се да је почетком 20. века у Војводини живело преко 1000 јединки велике дропље. Данас је њихов број спао на пар десетина јединки. Подручје резервата представља комбинацију равничарских степских, слатинских и барских екосистема. То је очувани панонски предео са великим бројем заштићених биљних и животињских врста.

## Флора и фауна
Највећу површину Резервата заузима слатинско земљиште, па је и вегетација слатинска. Биљне заједнице девесиље (Peucedanum officinale) и звездана, "сланице" (Tripolium pannonicum) посебно се истичу на овом подручју. Слатинско девесиље или расковник је и међународно значајна врста, пошто је једина биљка хранитељка врсте расковников лептир (Gortyna borelii ssp. lunata), Натура 2000 врсте са Додатка 2 ЕУ Директиве о стаништима. Слатинска хајдучка трава (Achillea aspleniifolia), жалфија (Salvia austriaca), лепљиви пуцавац (Silene viscosa), различак (Centaurea sp.), грахорица (Vicia sepium), црвени чкаљ (Carduus nutans) образују биљне заједнице које настањују подручје Резервата. Међутим, заступљене су и неке ретке врсте панонских ендема и субендема.
Поред велике дропље, резерват је станиште и следећих врста птица: еја ливадарка, сива ветрушка, степски соко, препелица, ждрал, ритска сова, пупавац, модроврана, степска трептељка, жута плиска, обична белогуза, обична траварка, руси сврачак, сиви сврачак и велика стрнадица. Две трећине птица које се могу видети у Резервату имају статус природних реткости. Осим птица, ту су и специфичне фауне инсеката, гмизаваца, водоземаца и сисара са високим степеном разноврсности.

## Заштита
Губитак станишта, пољопровредни радови, узнемиравање и присуство предатора, основни су фактори угрожавања велике дропље. У циљу њеног опстанка и опстанка других заштићених животињских и биљних врста, предузете су мере заштите овог подручја. 1997. године, подручје је проглашено Специјалним резерватом природе Уредбом објављеном у Службеном листу РС 37/97 и представља природно добро изузетног значаја. Према класификацији IUCN-а, Резерват је категорисан као IV категорија када су у питању станишта и друга управљана подручја. У кругу Резервата постављен је Визиторски центар са осматрачницом и обележена је едукативна стаза за прилаз центру. Старалац резервата је Ловачко удружење „Перјаница“ из Мокрина.

## Галерија
- Пашњаци велике дропље
- Панорама Резервата (визиторски центар и едукативна стаза)
- Поглед са визиторског центра
- Пролећни аспект пустаре, гледано са источног обода резервата
- Билборд код Мокрина

## Белешке
1. ↑  2016. године јато дропљи је бројало 11 јединки и то је уједно целокупна преживела популација у Србији (непубликован податак).